# Alison Pearson
Alison Pearson (1533-Edimburgo 1588), también Pierson o Alesoun Pierson, fue ejecutada por brujería. Al ser juzgada en 1588, confesó haber tenido visiones de una corte de hadas.

## Biografía
Alison Pearson nació hacia 1533. Vivió en Boarhills (Byrehill), Fife, cerca de Saint Andrews. Trabajó como curandera en la zona de St Andrews con un fantasma de su tío, William Simpson, como guía espiritual. El fantasma de Simpson se asociaba con las hadas y una visión suya había curado a Pearson de una enfermedad cuando era niña.
Fue investigada por brujería en 1583 por Patrick Adamson, arzobispo de St Andrews; sin embargo, cuando enfermó y otros no pudieron curarle, el tratamiento de Pearson le llevó a su total recuperación. Los enemigos de Adamson afirmaron que se trataba de brujería y Pearson fue encarcelada en el castillo de St Andrews, de donde Adamson la ayudó a escapar. El escritor de baladas escocesas, Robert Sempill, escribió sobre Pearson y Adamson.
En 1588 fue nuevamente investigada y juzgada por brujería, lo que condujo a su condena y ejecución en la hoguera. Uno de los cargos contra ella era que «había preparado para el arzobispo una bebida de leche de oveja, clarete, hierbas, etc., su confesión incluía detalles de haber sido llevada por «un hombre lujurioso, con muchos hombres y hombres» a la corte de las hadas. Dijo que había conocido a la Reina de los Elfos, que había sido llevada por un torbellino y que podría despertar en algún lugar inesperado. Yeoman señala que Pearson describió la pérdida de poder en su lado izquierdo y que dicha pérdida de facultades corporales se describía a menudo en las confesiones de brujas de la época, así como en las descripciones de trances religiosos de visionarias de finales del siglo XVII como Barbara Peebles.